# 1444 Pannonia
1444 Pannonia је астероид главног астероидног појаса са пречником од приближно 29,20 .
Афел астероида је на удаљености од 3,590 астрономских јединица (АЈ) од Сунца, а перихел на 2,710 АЈ.
Ексцентрицитет орбите износи 0,139, инклинација (нагиб) орбите у односу на раван еклиптике 17,769 степени, а орбитални период износи 2042,649 дана (5,592 година).
Апсолутна магнитуда астероида је 9,10 а геометријски албедо 0,474.
Астероид је откривен 1937. године.